# قطعنامه ۳۷۸ شورای امنیت
قطعنامه ۳۷۸ شورای امنیت سازمان ملل متحد که در تاریخ ۲۳ اکتبر ۱۹۷۵ تصویب شد، سندی بین‌المللی دربارهٔ مصر-اسرائیل است. این قطعنامه طی نشست ۱٬۸۵۱ام با ۱۳ موافق، ۰ مخالف و ۰ ممتنع تصویب شد.